# Alessandro Bencivenni
Alessandro Bencivenni (Salerno, 8 gennaio 1954) è uno sceneggiatore e saggista italiano.

## Biografia
Nato a Salerno nel 1954, vive e lavora a Roma.
Laureato in Lettere e diplomato al CSC, intraprende l'attività di sceneggiatore nel campo dei fumetti con Topolino, dedicandosi prevalentemente a parodie e storie di divulgazione scientifica, una delle quali (Topolino e l’acceleratore nucleare, del 1985) è esposta al CERN di Ginevra, poiché preannunciava la futura realizzazione del LHC (The Large Hadron Collider), inaugurato nel 2008.
Nel 1985 realizza con Domenico Saverni e Nicola Vegro il cortometraggio comico Il turista,  ospitato nella trasmissione televisiva Passione mia condotta da Monica Vitti, che permise l'esordio di molti nuovi talenti.
Nel 1986 passa a scrivere per il cinema con il regista Neri Parenti per il film Superfantozzi, scritto assieme all'allora debuttante Domenico Saverni e ai già celebri Leo Benvenuti e Piero De Bernardi. Da quell'anno in poi viene abitualmente incluso nel gruppo di Neri Parenti per la scrittura di molti film interpretati da Paolo Villaggio.
Nel 1991 collabora a Io speriamo che me la cavo di Lina Wertmüller.
Nel 2000 concepisce con Domenico Saverni ed Enrico Oldoini la popolare serie televisiva Don Matteo, tuttora in corso.
Nel 2006 si riunisce al regista Parenti per la sceneggiatura dei cosiddetti cinepanettoni, da Natale a New York fino a Colpi di fortuna (2013), per poi proseguire nella saga natalizia con il regista Volfango De Biasi, di cui firma successivamente le commedie horror Una famiglia mostruosa e Un matrimonio mostruoso. 
Con Saverni e il regista Mario Monicelli ha collaborato alla scrittura de Le rose del deserto (2006), candidato per la sceneggiatura ai Nastri d'Argento.
Ha vinto per dieci volte le Chiavi d'Oro: il premio degli esercenti ai maggiori successi dell'anno.
Dal 2000 ha affiancato l'attività di sceneggiatore a quella di docente di sceneggiatura presso l'Accademia dell'Immagine de l'Aquila, la facoltà di Scienze della Formazione dell'Università di Terni-Perugia, la Writing School for Cinema & Television della LUISS, la Scuola d'arte cinematografica Gian Maria Volontè e la RUFA: Rome University of Fine Arts.
È inoltre autore di numerosi articoli e saggi sul cinema: come le monografie su Luchino Visconti, Peter Greenaway e Hayao Miyazaki, o il volume sulla scrittura cinetelevisiva Ricordare, sognare, sceneggiare (2009). 
Ha inoltre pubblicato il racconto in versi L'amore non è incluso (ETS, Pisa 2019) e, con Saverni, il noir didattico Nikto (2022).
Dal 1997 è stato sposato con Patrizia Busacca, giornalista e scrittrice scomparsa nel 2019, autrice del romanzo autobiografico Madri gotiche (LINEAedizioni, 2020) del quale egli ha curato la pubblicazione postuma e che è stato presentato al Premio Strega 2021 da Giorgio Amitrano.
Nel 2025 ha pubblicato, ispirandosi ai diari della moglie Patrizia Busacca, il diario autobiografico Quei giorni in Provenza, sempre per i tipi di LINEAedizioni.

## Filmografia

### Cinema
- Un matrimonio mostruoso, regia di Volfango De Biasi (2023)
- Una famiglia mostruosa, regia di Volfango De Biasi (2021)
- Natale da chef, regia di Neri Parenti (2017)
- Natale a Londra - Dio salvi la regina, regia di Volfango De Biasi (2016)
- Natale col boss, regia di Volfango De Biasi (2015)
- Un Natale stupefacente, regia di Volfango De Biasi (2014)
- Colpi di fortuna, regia di Neri Parenti (2013)
- Colpi di fulmine, regia di Neri Parenti (2012)
- Natale in Sudafrica, regia di Neri Parenti (2010)
- Natale a Beverly Hills, regia di Neri Parenti (2009)
- Natale a Rio, regia di Neri Parenti (2008)
- Natale in crociera, regia di Neri Parenti (2007)
- Natale a New York, regia di Neri Parenti (2006)
- Le rose del deserto, regia di Mario Monicelli (2006)
- Fantozzi 2000 - La clonazione, regia di Domenico Saverni (1999)
- Fantozzi - Il ritorno, regia di Neri Parenti (1996)
- Ci vediamo in tribunale, regia di Domenico Saverni (1996)
- Le nuove comiche, regia di Neri Parenti (1994)
- Fantozzi in paradiso, regia di Neri Parenti (1993)
- Ricky & Barabba, regia di Christian De Sica (1992)
- Io speriamo che me la cavo, regia di Lina Wertmüller (1991)
- Le comiche 2, regia di Neri Parenti (1991)
- Fantozzi alla riscossa, regia di Neri Parenti (1990)
- Le comiche, regia di Neri Parenti (1990)
- Ho vinto la lotteria di capodanno, regia di Neri Parenti (1989)
- Fantozzi va in pensione, regia di Neri Parenti (1988)
- Com'è dura l'avventura, regia di Flavio Mogherini (1987)
- Superfantozzi, regia di Neri Parenti (1986)

### Televisione
- Don Matteo, regia di AA.VV (2000-2022)
- Un natale con i Fiocchi, regia di Gianbattista Avellino (2012)
- Un natale per due, regia di Gianbattista Avellino (2011)
- Dio vede e provvede 2, regia di Enrico Oldoini (1998)
- Dio vede e provvede, regia di Enrico Oldoini (1996)
- Ci vediamo in tribunale, regia di Domenico Saverni (1996)
- Classe di ferro, regia di Bruno Corbucci (1989)

## Libri
- Monografia Luchino Visconti, Il Castoro 1999-2013
- Monografia Peter Greenaway il cinema delle idee,  Le Mani 2000
- Monografia Miyazaki Hayao il maestro dell'anime, Linea Edizioni 2024
- Ricordare, sognare, sceneggiare, Le Mani 2009
- L'amore non è incluso, Edizioni ETS 2019
- Quei giorni in Provenza, Linea Edizioni 2025